# Nick Hundley
Nicholas John Hundley (né le 8 septembre 1983 à Corvallis, Oregon, États-Unis) est un receveur de la Ligue majeure de baseball. 

## Carrière

### Padres de San Diego
Nick Hundley est choisi en 5e ronde du repêchage amateur de la MLB en 2002 par les Marlins de la Floride, mais ne signe pas avec l'équipe et poursuit sa carrière avec l'Université d'Arizona à Tucson. Il est alors repêché une seconde fois, au deuxième tour par les Padres de San Diego en 2005.
Le receveur joue son premier match dans les majeures le 4 juillet 2008 pour San Diego et obtient dans cette rencontre son premier coup sûr, un simple soutiré au lanceur des Diamondbacks de l'Arizona, Dan Haren. Le 26 juillet à Pittsburgh, il frappe son premier coup de circuit dans les grandes ligues, un coup en solo aux dépens de Franquelis Osoria des Pirates. Hundley joue 60 parties pour les Padres au cours de la saison 2008, frappant pour une moyenne au bâton de,237 avec 5 circuits et 24 points produits.
En 2009, il dispute 78 parties avec le grand club, frappant pour,238 avec 8 circuits et 30 points produits.
En 85 matchs joués en 2010, Hundley égale son total de circuits (8) de l'année précédente et produit un sommet personnel de 43 points.
En 2011, il élève sa moyenne au bâton à ,288. Il bat son record de circuits, avec 9 durant l'année, et il produit 29 points en 82 parties jouées.
En 2012, sa moyenne au bâton reste sous la ligne de Mendoza alors qu'il ne frappe que pour ,157 en 58 parties jouées. En revanche, 2013 est la saison où il voit le plus d'action depuis son arrivée dans les majeures : en 114 matchs des Padres, il frappe pour ,233 avec des sommets personnels de 13 circuits et 44 points produits.
Avant de quitter San Diego en 2014, Hundley frappe pour ,271 avec un circuit en 33 matchs joués.

### Orioles de Baltimore
Le 24 mai 2014, Hundley passe des Padres aux Orioles de Baltimore en échange du lanceur de relève gaucher Troy Patton. Tirant profit de la blessure du receveur étoile des Orioles Matt Wieters, Hundley seconde le receveur Caleb Joseph et apparaît dans 50 matchs en 2014, où il frappe pour ,233 avec 5 circuits et 19 points produits, en plus d'avoir sa première chance de jouer en séries éliminatoires.

### Rockies du Colorado
Le 5 janvier 2015, Hundley signe un contrat de deux ans avec les Rockies du Colorado.

### Giants de San Francisco
Après deux saisons au Colorado, Hundley rejoint en 2017 les Giants de San Francisco.